# AIM-54 피닉스

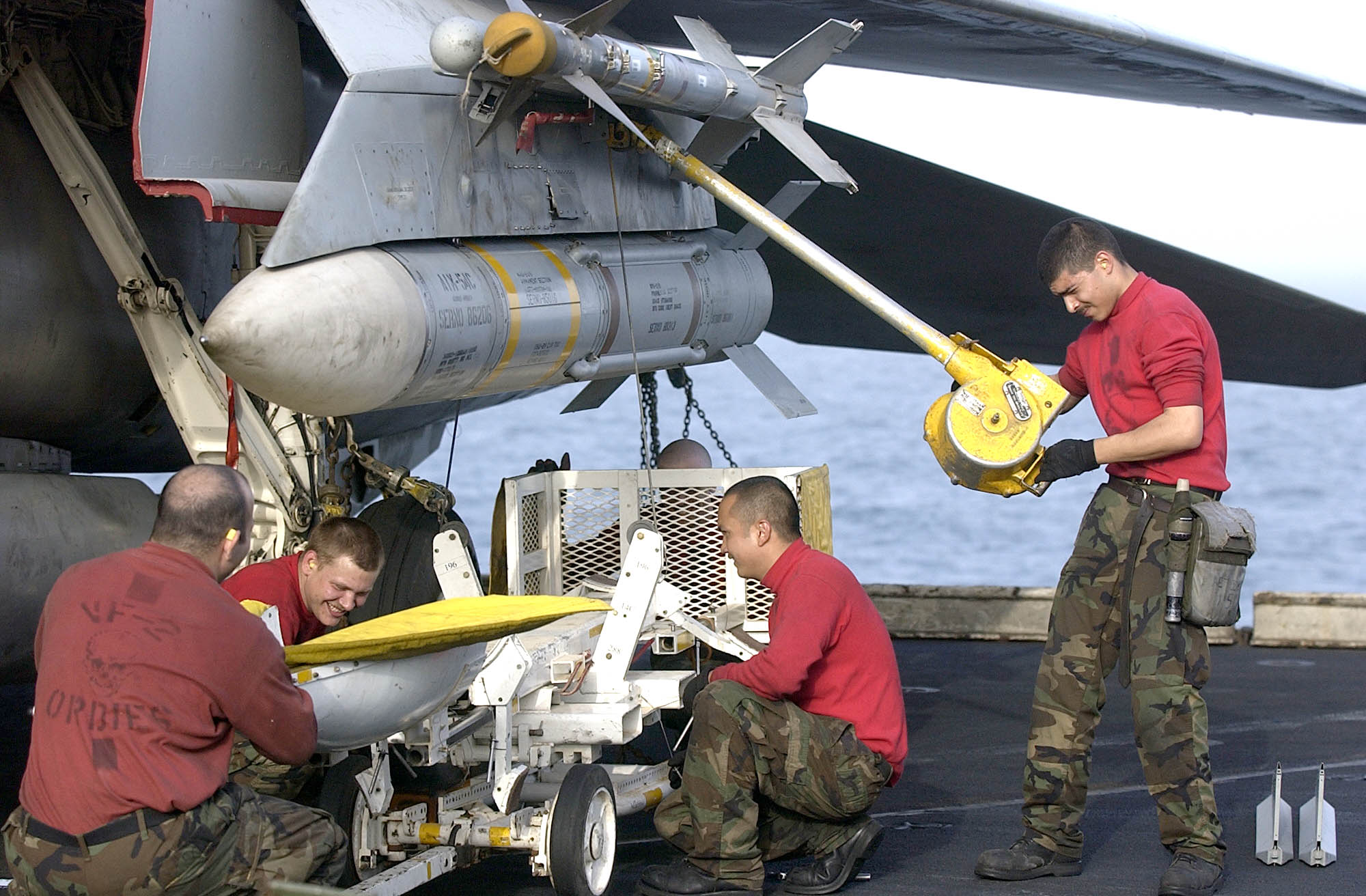
AIM-54 피닉스 미사일

AIM-54 피닉스(영어: AIM-54 Phoenix)는 미 해군 전투기 F-14에 최대 6발을 장착할 수 있는 F-14 전용 장거리 공대공 미사일이다. AIM-54A 버전이 최초로 1974년에 실전 배치되었다. 최신형인 AIM-54C 버전은 적의 순항 미사일에 대해서도 대응할 수 있게 업그레이드되었다.

## 특징
(출처)
- 주 기능 : 장거리 공대공 미사일

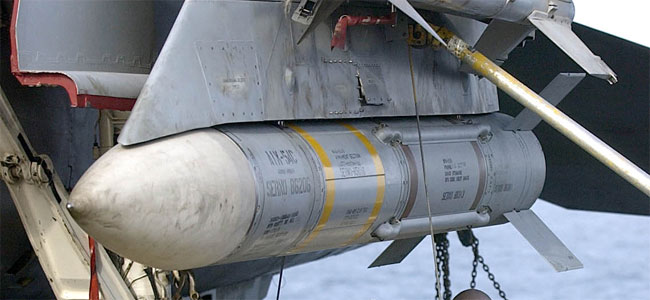
F-14 윙 파일런에 부착하고 있는 AIM-54 피닉스. 앞쪽 날개는 아직 설치되지 않았다 (2003년)

- 계약자 : Hughes Aircraft Company, Raytheon Corporation
- 장치 비용 : US$ 477,131(한화 약 5억 9천여만 원)
- 발전 장치 : 허큘리스사가 제조한 고체 추진제 로켓 모터
- 길이 : 13 피트 (3.9 m)
- 무게 : 1,000-1,040 lb (460 kg)
- 지름 : 15 인치 (380 mm)
- 날개 길이 : 3 피트 (900 mm)
- 범위 : 100 해리 초과 (115 마일, 184 km)¹
- 속도 : 3,000+ mph, 마하 5 (4,680+ km/h)
- 유도 시스템 : 세미액티브, 액티브 레이다 추적
- 탄두 : 근접 자동, 고성능 폭약
- 탄두 무게 : 135 lb (60 kg)
- 이용자 : 미국 (미국 해군), 이란 (IRIAF)
- 배치 날짜 : 1974년
- 철회 날짜 (미국 기준) : 2004년 9월 30일

## 같이 보기
- AIM-152 AAAM
- 미티어 (미사일)
- 빔펠 R-33
- 미사일 목록